# Премія «Юпітер»
«Юпітер» (англ. Jupiter Award) — літературна премія в області наукової фантастики, яку нерегулярно вручали у період з 1974 по 1978 рік у чотирьох номінаціях:
- Найкращий роман;
- Найкраща повість;
- Найкраща коротка повість;
- Найкраще оповідання.

## Історія
Премію присуджували викладачі США за спеціальністю наукової фантастики у вищих навчальних закладах, що належали до спільноти ВНФВО (англ. ISFHE, Instructors of Science Fiction in Higer Eucation, Викладачі наукової фантастики у вищій освіті) при університеті штату Мен. Спільнота була заснована за ініціативою редактора фантастики Маршалла Тимна та існувала до 1979 року. Журі не орієнтувалося на популярність творів, а лише на їх літературну якість. Не зважаючи на те, що премія існувала лише декілька років, її згадують у різноманітних джерелах, наприклад, в анотаціях до книг та на офіційних сайтах письменників.

## Лауреати та номінанти премії
| Переможці виділені окремим кольором. |

### Найкращий роман
| Рік  | Фотографія лауреата             | Лауреати та номінанти          | Назва твору мовою оригіналу             | Назва твору українською мовою                       |
| ---- | ------------------------------- | ------------------------------ | --------------------------------------- | --------------------------------------------------- |
| 1974 |                                 | Артур Кларк                    | «Rendezvous with Rama»                  | «Побачення з Рамою»                                 |
| 1974 | Томас Пінчон                    | «Gravity's Rainbow»            | «Веселка тяжіння»                       |                                                     |
| 1974 | Баррі Н. Молзберґ               | «Herovit's World»              | «Світ Геровіта»                         |                                                     |
| 1974 | Дейвід Джерролд                 | «The Man Who Folded Himself»   | «Людина, яка себе здублювала»           |                                                     |
| 1974 | Роберт Гайнлайн                 | «Time Enough for Love»         | «Достатньо часу для кохання»            |                                                     |
| 1975 |                                 | Урсула Ле Ґуїн                 | «The Dispossessed, An Ambiguous Utopia» | «Знедолені»                                         |
| 1975 | Гордон Еклунд                   | «All Times Possible»           | «Усі часи можливі»                      |                                                     |
| 1975 | Едгар Пенгборн                  | «The Company of Glory»         | «Компанія слави»                        |                                                     |
| 1975 | Ларрі Нівен, Джеррі Пурнелл     | «The Mote in God's Eye»        | «Мошка у зіниці Господа»                |                                                     |
| 1975 | Кордвайнер Сміт                 | «Norstrilia»                   | «Нострілія»                             |                                                     |
| 1976 | Цього року премія не вручалася  | Цього року премія не вручалася | Цього року премія не вручалася          | Цього року премія не вручалася                      |
| 1977 |                                 | Кейт Вільгельм                 | «Where Late the Sweet Birds Sang»       | «Там, де до пізньої пори птахи так солодко співали» |
| 1977 | Інформації про номінантів немає |                                |                                         |                                                     |
| 1978 |                                 | Кліффорд Сімак                 | «A Heritage of Stars»                   | «Спадок зірок»                                      |
| 1978 | Інформації про номінантів немає |                                |                                         |                                                     |

### Найкраща повість
| Рік  | Фотографія лауреата             | Лауреати та номінанти                                               | Назва твору мовою оригіналу                  | Назва твору українською мовою   |
| ---- | ------------------------------- | ------------------------------------------------------------------- | -------------------------------------------- | ------------------------------- |
| 1974 |                                 | Роберт Сілверберг                                                   | «The Feast of St. Dionysus»                  | «Бенкет святого Діоніса»        |
| 1974 | Ґарднер Дозуа                   | «Chains of the Sea»                                                 | «Ланцюги моря»                               |                                 |
| 1974 | Рон Гуларт                      | «The Hellhound Project»                                             | «Проєкт „Пекельний пес“»                     |                                 |
| 1974 | Фредерик Пол                    | «In the Problem Pit»                                                | «У ямі проблем»                              |                                 |
| 1974 | Джордж Гарретт                  | «The Magic Striptease»                                              | «Магічний стриптиз»                          |                                 |
| 1974 | Джеймс Бліш                     | «The Quincunx of Time»                                              | «Час у шаховому порядку»                     |                                 |
| 1975 |                                 | Нормен Спінред                                                      | «Riding the Torch»                           | «Верхи на ліхтарі»              |
| 1975 | Джек Венс                       | «The Insufferable Red-headed Daughter of Commander Tynnott, O.T.E.» | «Нестерпна руда дочка командуючого Тиннотта» |                                 |
| 1975 | Роберт Сілверберг               | «Born with the Dead»                                                | «Народжений з мертвими»                      |                                 |
| 1975 | Джордж Р. Р. Мартін             | «A Song for Lya»                                                    | «Пісня для Лії»                              |                                 |
| 1975 | Ґарднер Дозуа                   | «Strangers»                                                         | «Незнайомці»                                 |                                 |
| 1976 | Цього року премія не вручалася  | Цього року премія не вручалася                                      | Цього року премія не вручалася               | Цього року премія не вручалася  |
| 1977 |                                 | Джеймс Тіптрі-молодший                                              | «Houston, Houston, Do You Read?»             | «Г'юстон, Г'юстон, ти читаєш?»  |
| 1977 | Інформації про номінантів немає |                                                                     |                                              |                                 |
| 1978 |                                 | Джон Варлі                                                          | «In the Hall of the Martian King»            | «У палаці марсианського короля» |
| 1978 | Інформації про номінантів немає |                                                                     |                                              |                                 |

### Найкраща коротка повість
| Рік  | Фотографія лауреата             | Лауреати та номінанти                     | Назва твору мовою оригіналу                   | Назва твору українською мовою  |
| ---- | ------------------------------- | ----------------------------------------- | --------------------------------------------- | ------------------------------ |
| 1974 |                                 | Гарлан Еллісон                            | «The Deathbird»                               | «Птах смерті»                  |
| 1974 | Джин Вулф                       | «The Death of Dr. Island»                 | «Смерть доктора Айленда»                      |                                |
| 1974 | Томас Діш                       | «Everyday Life in the Later Roman Empire» | «Повсякденне життя у пізній Римській Імперії» |                                |
| 1974 | Ларрі Нівен                     | «Flash Crowd»                             | «Божевільний натовп»                          |                                |
| 1974 | Джеймс Тіптрі-молодший          | «The Girl Who Was Plugged In»             | «Дівчинка, яку підключили»                    |                                |
| 1974 | Вільям Тюнінг                   | «Survivability»                           | «Живучість»                                   |                                |
| 1974 | Джон Браннер                    | «Who Steals My Purse»                     | «Хто краде мою сумочку?»                      |                                |
| 1975 |                                 | Джек Венс                                 | «The Seventeen Virgins»                       | «Сімнадцять незайманих»        |
| 1975 | Вільям Е. Кокрейн               | «The Horus Errand»                        | «Доручення Гора»                              |                                |
| 1975 | Грегорі Бенфорд, Гордон Еклунд  | «If the Stars Are Gods»                   | «Якщо зірки — це боги»                        |                                |
| 1975 | Джоан Д. Вінджі                 | «Tin Soldier»                             | «Олов'яний солдатик»                          |                                |
| 1975 | Джеймс Тіптрі-молодший          | «The Women Men Don't See»                 | «Жінки, яких не помічають чоловіки»           |                                |
| 1976 | Цього року премія не вручалася  | Цього року премія не вручалася            | Цього року премія не вручалася                | Цього року премія не вручалася |
| 1977 |                                 | Урсула Ле Ґуїн                            | «The Diary of the Rose»                       | «Щоденник Рози»                |
| 1977 | Інформації про номінантів немає |                                           |                                               |                                |
| 1978 |                                 | Гордон Діксон                             | «Time Storm»                                  | «Шторм часу»                   |
| 1978 | Інформації про номінантів немає |                                           |                                               |                                |

### Найкраще оповідання
| Рік  | Фотографія лауреата             | Лауреати та номінанти                | Назва твору мовою оригіналу     | Назва твору українською мовою  |
| ---- | ------------------------------- | ------------------------------------ | ------------------------------- | ------------------------------ |
| 1974 |                                 | Гарлан Еллісон                       | «A Suppliant in Space»          | «Вимагач у космосі»            |
| 1974 | Рафаель Алоїзіус Лафферті       | «Days of Grass, Days of Straw»       | «Дні трави, дні соломи»         |                                |
| 1974 | Урсула Ле Ґуїн                  | «Direction of the Road»              | «Напрям дороги»                 |                                |
| 1974 | Вонда Мак-Інтайр                | «Of Mist, and Grass, and Sand»       | «Про туман, і траву, і пісок»   |                                |
| 1974 | Урсула Ле Ґуїн                  | «The Ones Who Walk Away from Omelas» | «Ті, що йдуть з Омеласу»        |                                |
| 1974 | Едвард Браєнт                   | «Shark»                              | «Акула»                         |                                |
| 1974 | Нормен Спінред                  | «A Thing of Beauty»                  | «Красива річ»                   |                                |
| 1974 | Кейт Вільгельм                  | «The Village»                        | «Село»                          |                                |
| 1975 |                                 | Урсула Ле Ґуїн                       | «The Day Before the Revolution» | «День перед революцією»        |
| 1975 | Теодор Стерджон                 | «Blue Butter»                        | «Синє масло»                    |                                |
| 1975 | Роджер Желязни                  | «The Engine at Heartspring's Center» | «Двигун у центрі Хартспрінга»   |                                |
| 1975 | Джоанна Расс                    | «An Old-Fashioned Girl»              | «Старомодна дівчина»            |                                |
| 1975 | Гарлан Еллісон                  | «Sleeping Dogs»                      | «Сплячі собаки»                 |                                |
| 1976 | Цього року премія не вручалася  | Цього року премія не вручалася       | Цього року премія не вручалася  | Цього року премія не вручалася |
| 1977 |                                 | Деймон Найт                          | «I See You»                     | «Я бачу тебе»                  |
| 1977 | Інформації про номінантів немає |                                      |                                 |                                |
| 1978 |                                 | Гарлан Еллісон                       | «Jeffty Is Five»                | «Джефті — вже п'ять»           |
| 1978 | Інформації про номінантів немає |                                      |                                 |                                |